# فوكة (ولاية تيبازة)
فوكة هي بلدية من بلديات ولاية تيبازة وقريبة من الجزائر العاصمة يحدها شمالا البحر المتوسط وغربا بلدية بوسماعيل وشرقا بلدية دواودة أما جنوبا بلدية القليعة.
و يوجد فوكة المدينة وفوكة البحرية. كلاهما متقاربتان.